# Битва за Огаден
Битва за Огаден — битва, которая произошла в 1936 году на южном фронте Второй итало-абиссинской войны. Бои начались с нападения итальянских войск генерала Родольфо Грациани, главнокомандующего силами на «южном фронте», на эфиопские оборонительные позиции под командованием Насибу Эммануэля. Здесь у Эммануэля располагались мощные оборонительные позиции, разработанные Вехипом-пашой и известные как «Гинденбургская стена». Боевые действия велись в основном к югу от городов Харар и Джиджиги.

## Обстановка на фронте
3 октября 1935 года генерал Родольфо Грациани вторгся в Эфиопию из итальянского Сомалиленда. Его первоначальные достижения были скромными. К ноябрю, после короткого периода бездействия Италии, инициатива на южном фронте перешла к эфиопам.
В конце года генерал Деста Демтю начал подготовку к наступлению со своей армией из примерно 40 000 человек. Его цель состояла в том, чтобы продвинуться от Негеле Борана, отбросить противника к границе и затем вторгнуться в итальянский Сомалиленд. Однако план был непродуманным и чрезмерно амбициозным. Тем временем армия Десты была полностью уничтожена итальянскими королевскими военно-воздушными силами.
31 марта 1936 последняя эфиопская армия на северном фронте была уничтожена во время битвы при Майчью. Всего за один день маршал Италии Пьетро Бадольо разгромил армию, которой лично командовал император Хайле Селассие I. Веря, что Бадольо не поделится лаврами победы с ним, Грациани решил начать наступление на юге против армии Насибу.
В апреле 1936 года генерал Насибу имел армию из 28 000 бойцов. Кроме того, у него были гарнизоны Джиджиги и Харара. Его линия обороны представляла собой серию укрепленных позиций, известных как «Гинденбургская стена» в знак уважения к знаменитой немецкой оборонительной линии Первой мировой войны — «Линии Гинденбурга». Архитектором эфиопской версии был Вехиб-паша, который был османским генералом и действовал в Абиссинии в качестве начальника штаба Насибу на южном фронте. Согласно журналу «Time» того периода, «турецкий генерал (в отставке)» считал себя «героем Галлиполи» после своих подвигов в этой кампании.
Историки расходятся во мнениях относительно способностей Вехиба-паши. По словам А. Дж. Баркера, он «блестяще использовал местность и в полной мере использовал военную технику того времени». Энтони Моклер описывает линию обороны как «полуготовые окопы и орудийные позиции», укомплектованные «двумя батальонами императорской гвардии, которая бежала от итальянцев шесть месяцев назад» Тем не менее Дэвид Николь пишет: «Единственными реальными укреплёнными позициями [в Эфиопии] были те, которые были построены силами Рас Насибу под руководством генерала Мехмета Веиба (также известного как Вехиб-паша) около Сассабане, к юго-востоку от Харара».
Грациани развернул армию из 38 000 человек, в том числе 15 600 итальянцев. Сухопутные войска, выставленные Грациани, были почти полностью механизированы и использовали авиацию для нанесения максимального урона противнику. Как часто бывало, Грациани расположил свои атакующие силы в три колонны.

## Битва
29 марта 1936 года, в ответ на многочисленные оскорбительные послания итальянского диктатора Бенито Муссолини и Бадольо, которые упрекали его в задержке наступления, Грациани отправил тридцать три самолёта бомбить Харар.
14 апреля Грациани приказал всей своей армии выдвинуться к оборонительным линиям эфиопов и атаковать их в трех местах. Он решил вести «колониальную войну» с преимущественно колониальными войсками. 29-я дивизия «Пелоритана» и 6-я дивизия «Чёрная рубашка Тевере» находились в резерве.
Первая колонна под командованием генерала Гульельмо Наси, включавшая ливийскую дивизию справа от итальянцев, должна была прорваться через оборону в Яногото. Вторая, которой командовал генерал Луиджи Фруши, должна была продвинуться к ключевой точке «Гинденбургской стены». Третья колонна под командованием генерала Агостини находилась слева и должна была немедленно вступить в бой с правым флангом эфиопов. Первый день прошёл без происшествий. Осложнения вызвали проливные дожди, разлившиеся реки и густая грязь.
На следующий день ливийцы первой колонны встретили жёсткое сопротивление и в течение следующих двух дней добились лишь ограниченного успеха. Чтобы продвигаться вперёд, танки, огнемёты и артиллерия были выдвинуты вплотную ко входам в пещеры, где укрывались сопротивляющиеся эфиопы .
К 23 апреля все три колонны подошли в плотную к «Гинденбургской стене». На рассвете следующего дня начался прорыв линии обороны. Но эфиопы на южном фронте, надеясь ослабить давление на свою укреплённую линию обороны, перешли в контрнаступление по всему фронту. Столкнувшись с итальянской огневой мощью, абиссинские войска смогли добиться лишь небольшого продвижения, тем не менее ожесточенные бои продолжались с переменным успехом.
Только 25 апреля итальянцы смогли сломить сопротивление противника. Дегхабур пал 30 апреля, и Насибу бежал в Харар. 2 мая император покинул Аддис-Абебу и отправился в изгнание. 3 мая около трети офицеров на южном фронте последовали его примеру.
Итальянский успех стоил тяжёлых жертв. Примерно за десять дней боёв итальянцы потеряли более 2000 человек. Общие потери эфиопов составили более 5000, таким образм соотношение потерь было намного меньше, чем обычно. На северном фронте среднее соотношение между эфиопскими и итальянскими потерями было десять к одному.

## Последствия
Хотя армия Рас Насибу была разгромлена, сопротивление продолжилось. В отличие от некоторых других эфиопских армий, армия Насибу ускользнула из страны или рассеялась в горах, чтобы подготовиться к партизанским действиям. Сам Рас Насибу отправился в изгнание с императором.